# تكين

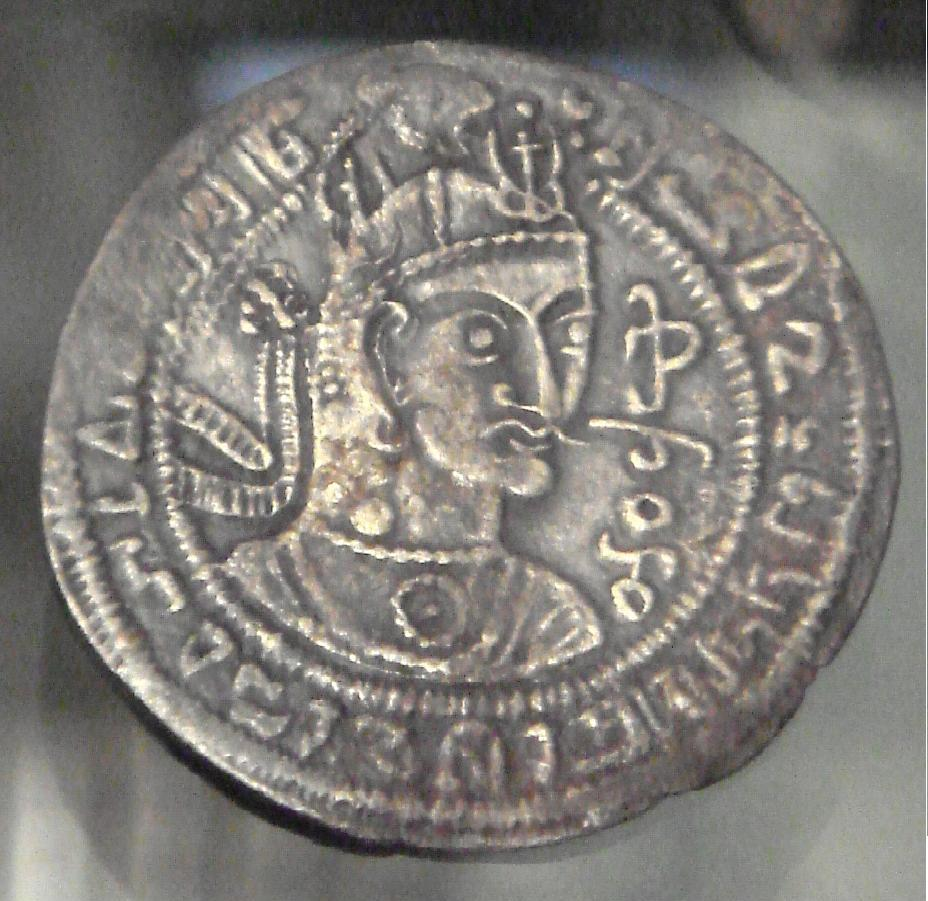

تكين (وتنطق بالجيم المصرية: تگين) هو لقب تركي تاريخي كان يضاف إلى أسماء أمراء أسرة الخان.
حمل العديد من الأمراء هذا اللقب، وبعضهم صعدوا لاحقًا إلى عروش دولهم، ومن أبرزهم كول تكين، الذي كان قائدًا عسكريًا في الخاقانية التركية الثانية، وألب تكين، المؤسس الحقيقي للدولة الغزنوية.
تطور الاسم لاحقًا ليصير اسمًا شخصيًا أو اسمًا عائليًا في بعض مناطق جنوب آسيا والشرق الأوسط.